# Marlene Moeschke-Poelzig

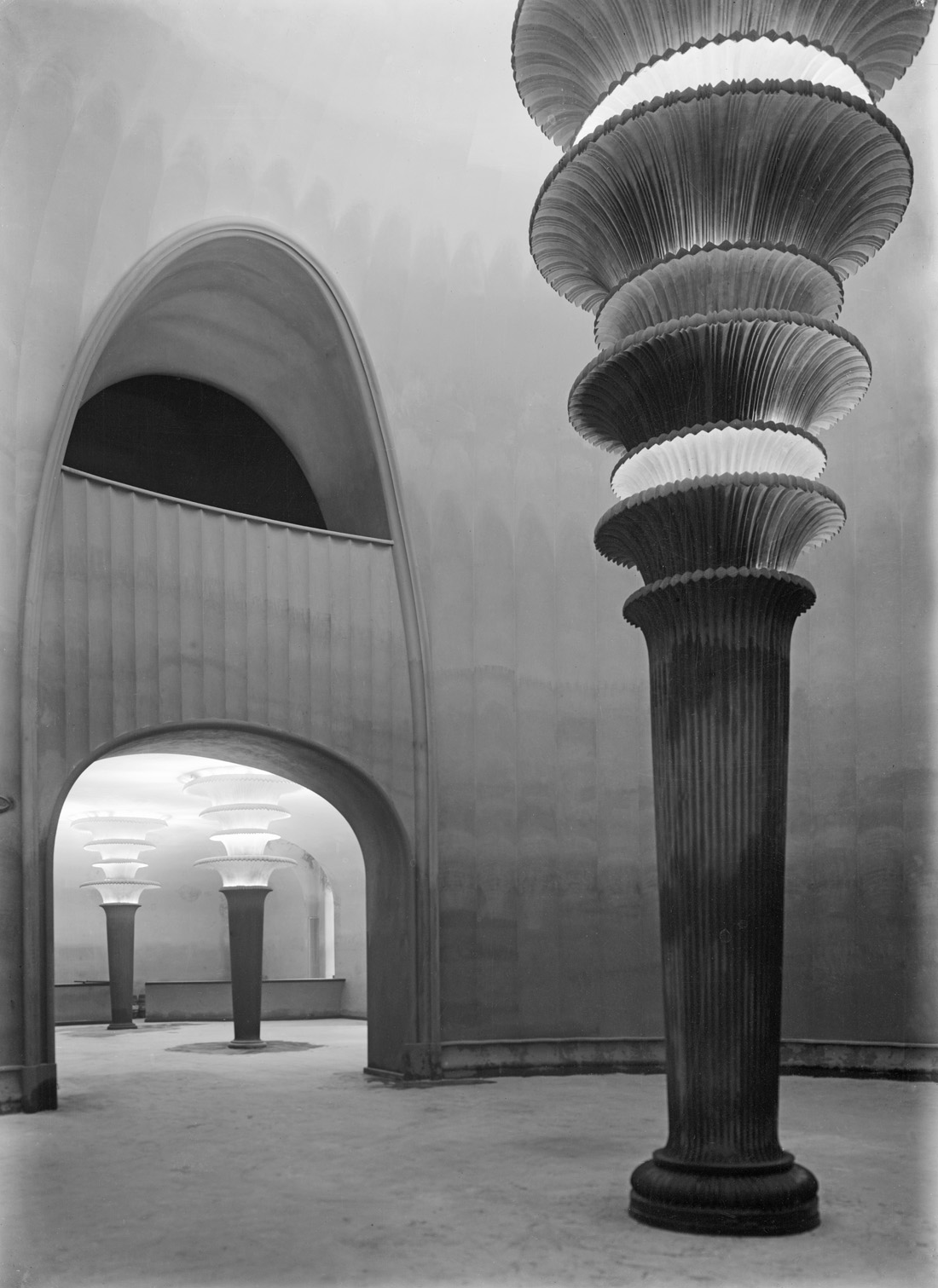
Skulpturale Leuchten im Foyer des Großen Schauspielhauses, Berlin (um 1920)

Marlene Moeschke-Poelzig (* 22. Oktober 1894 in Hamburg als Helene Gertrud Martha Moeschke; † 14. März 1985 ebenda) war eine deutsche Bildhauerin und Architektin.

## Leben
Nach ihrer Ausbildung zur Bildhauerin an der Kunstgewerbeschule Hamburg (1914–1916) und einer Tätigkeit an der Kunstgewerbeschule München 1916/1917 erhielt sie 1917/1918 ein Atelierstipendium der Preußischen Akademie der Künste in Berlin. Auf einer Veranstaltung der Berliner Sezession lernte sie im Frühjahr 1918 den Architekten Hans Poelzig kennen, mit dem sie bis zu dessen Tode im Jahre 1936 eine enge und auch künstlerisch sehr fruchtbare Partnerschaft verbinden sollte. Gemeinsam war dem Künstlerpaar auch seine Leidenschaft für Film und Theater. 1924 wurde Marlene Moeschke Hans Poelzigs zweite Ehefrau.
Seit 1918 arbeitete Marlene Moeschke neben bildhauerischen auch an kunstgewerblichen Projekten, an Grabmalen und Möbelentwürfen. 1919 war sie maßgeblich beteiligt am Umbau einer ehemaligen Berliner Markthalle zum Großen Schauspielhaus für Max Reinhardt. 1920/1921 gründete sie mit Hans Poelzig zusammen das Bauatelier Poelzig.
1923 wurde das erste der drei Kinder des Paares geboren. 1930 bezog die Familie das von Marlene Moeschke-Poelzig entworfene Atelier- und Wohnhaus in der Tannenbergallee 28, Berlin-Westend. Das Haus hat einen abgeschlossenen Bereich für die Kinder. Die Gartengestaltung entwarfen die Gartenarchitekten Karl Foerster, Hermann Mattern und insbesondere Herta Hammerbacher. Mit seinen großflächigen Verglasungen, der fließenden Verbindung von Innen- und Außenräumen sowie variabel nutzbaren Mehrzweckräumen galt das Gebäude zeitgenössischen Fachzeitschriften als beispielhafte Synthese von Familienleben und künstlerischer Arbeit. Das Landesdenkmalamt Berlin entschied 1990 gegen einen Denkmalschutz für das Haus, weil es 1954 zu stark umgestaltet worden war. Im April 2020 wurde eine Petition auf change.org gestartet, um das Haus vor dem drohenden Abriss zu retten und für die Aufnahme in die Berliner Denkmalliste. Seitdem engagiert sich eine private Initiative für den Erhalt des Hauses. Die Initiative „Haus Marlene Poelzig“ verlieh der Debatte um den Erhalt eine feministische Perspektive, da es sich um das einzige nachweislich von einer Architektin der Weimarer Republik realisierte Wohnhaus handelte.
Moeschke-Poelzig war außerdem in großem Maße an der Gestaltung der Innenarchitektur des Hauses des Rundfunks beteiligt. Der berühmteste Anteil, der bis heute erhalten ist, sind die Leuchten im Foyer.

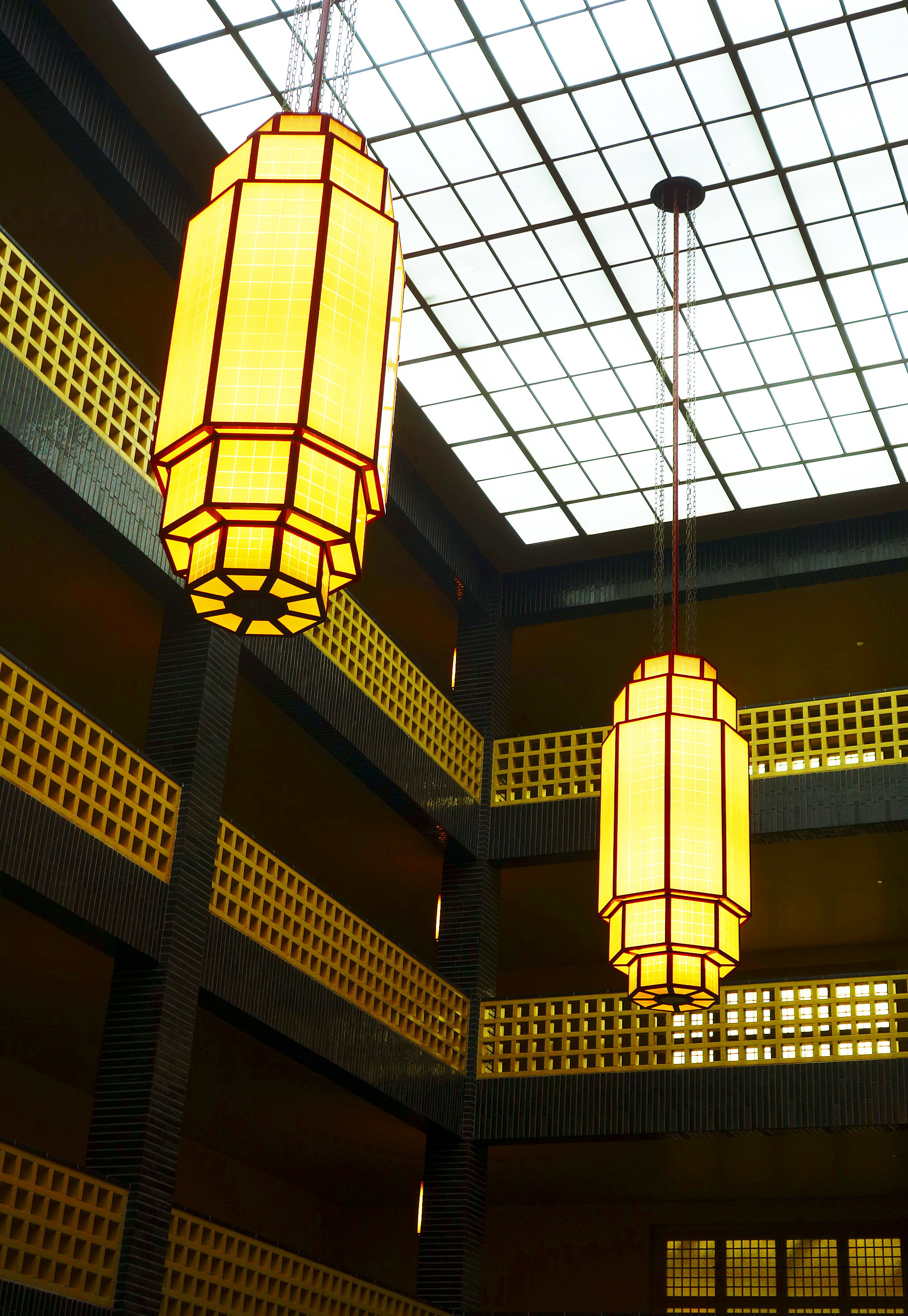
Die Leuchten im Foyer des Haus des Rundfunks

Nach Hans Poelzigs Tod im Jahre 1936 führte sie das Bauatelier noch einige Zeit alleine fort. 1937 musste sie dieses auf Druck der NSDAP auflösen. Sie verkaufte ihr Wohnhaus, verließ Berlin und lebte im letzten Abschnitt ihres Lebens wieder in Hamburg. Neuer Besitzer der Immobilie in der Tannenbergallee wurde Veit Harlan. Weil das Gebäude mehrfach umgebaut wurde, unterlag es keinem Denkmalschutz. Es wurde im November 2021, trotz zahlreicher Proteste, abgerissen. Der Architekturhistoriker Volker M. Welter hat nachvollzogen, wie Harlan das ursprüngliche Freiheitsideal des Entwurfs ideologisch umdeutete, was den späteren Abriss jedoch nicht verhinderte.

## Werk
Marlene Moeschke-Poelzig schuf neben Skulpturen flammenartiger Formensprache auch avantgardistische Kostüme und Bühnenbilder; ihre organisch fließenden Entwürfe bewegten sich konsequent zwischen Kunsthandwerk und Architektur. Ihr Wohnhaus von 1930 gilt heute als Höhepunkt ihres Œuvres, weil es natürliche Belichtung strategisch nutzte, um den Übergang von Atelier-, Wohn- und Spielbereichen aufzulösen. Internationale Fachpresse lobte die „großzügige Integration von Care-Räumen“, ein damals progressives Konzept, das Privat- und Berufsleben gleichwertig behandelte.
Zeitgenössische Kritik verortete Moeschke-Poelzig oft lediglich als „Assistentin“ ihres Ehemannes; Briefe belegen jedoch, dass Hans Poelzig wiederholt um eigenständige Aufträge für sie kämpfte. Nach seinem Tod fehlte ihr diese Unterstützung, was zum allmählichen Rückzug aus dem Architekturberuf beitrug. Der Abriss des Hauses 2021 wurde von Fachwelt und Öffentlichkeit als Symptom einer strukturellen Nicht-Beachtung von Architektinnen gewertet. Diese Diskussion hat die 2025 veröffentlichte Anthologie „Haus Marlene Poelzig, Berlin. Abriss und Aufbruch“ (Hrsg. Hannah Dziobek, Hannah Klein und Initiative Haus Marlene Poelzig) aufgegriffen; fünfzehn Essays zeichnen darin sowohl die Biografie der Architektin als auch die Leerstellen der Architekturgeschichtsschreibung nach. Der Band versteht sich als „essayistischer Rundgang“ durch das verlorene Gebäude und fordert eine intersektionale Erinnerungskultur, die Privilegien benennt und Care-Arbeit im Entwurfsprozess sichtbar macht.